# Liste der Bodendenkmäler in Bieberehren
Auf dieser Seite sind die Bodendenkmäler in der unterfränkischen Gemeinde Bieberehren zusammengestellt. Diese Tabelle ist eine Teilliste der Liste der Bodendenkmäler in Bayern. Grundlage ist die Bayerische Denkmalliste, die auf Basis des Bayerischen Denkmalschutzgesetzes vom 1. Oktober 1973 erstmals erstellt wurde und seither durch das Bayerische Landesamt für Denkmalpflege geführt wird. Die folgenden Angaben ersetzen nicht die rechtsverbindliche Auskunft der Denkmalschutzbehörde.

## Bodendenkmäler der Gemeinde Bieberehren

### Bodendenkmäler in der Gemarkung Bieberehren
| Lage                   | Objekt | Akten-Nr.     | Bild |
| ---------------------- | --- | ------------- | ---- |
| Bieberehren (Standort) | Bestattungsplatz mit Grabhügeln vorgeschichtlicher Zeitstellung. | D-6-6425-0140 |      |
| Bieberehren (Standort) | Abschnittsbefestigung vor- und frühgeschichtlicher oder mittelalterlicher Zeitstellung, Höhensiedlung des Jungneolithikums, der Urnenfelderzeit und der Hallstattzeit sowie archäologische Befunde im Bereich eines spätmittelalterlichen Wartturms. | D-6-6426-0032 |      |
| Bieberehren (Standort) | Siedlung der jüngeren Latènezeit, der römischen Kaiserzeit und des frühen Mittelalters. | D-6-6426-0035 |      |
| Bieberehren (Standort) | Mittelalterliche bis neuzeitliche Wüstung Oecheim. | D-6-6426-0036 |      |
| Bieberehren (Standort) | Siedlung vor- und frühgeschichtlicher Zeitstellung. | D-6-6426-0061 |      |
| Bieberehren (Standort) | Archäologische Befunde im Bereich der neuzeitlichen katholischen Pfarrkirche St. Peter und Paul von Bieberehren mit mittelalterlichem Vorgängerbau.                                                                                                  | D-6-6426-0093 |      |
| Bieberehren (Standort) | Archäologische Befunde im Bereich der frühneuzeitlichen katholischen Marienkapelle in Bieberehren mit mittelalterlichem Vorgängerbau. | D-6-6426-0094 |      |
| Bieberehren (Standort) | Archäologische Befunde im Bereich des frühneuzeitlichen Unteren Schlosses in Bieberehren. | D-6-6426-0095 |      |
| Bieberehren (Standort) | Archäologische Befunde im Bereich des frühneuzeitlichen Oberen Schlosses in Bieberehren. | D-6-6426-0096 |      |

### Bodendenkmäler in der Gemarkung Buch
| Lage            | Objekt | Akten-Nr.     | Bild |
| --------------- | --- | ------------- | ---- |
| Buch (Standort) | Siedlung der Linearbandkeramik und des Jungneolithikums. | D-6-6426-0037 |      |
| Buch (Standort) | Siedlung der Linearbandkeramik, des Jung- und Endneolithikums und der Urnenfelderzeit sowie Körpergräber der Schnurkeramik.                                             | D-6-6426-0075 |      |
| Buch (Standort) | Archäologische Befunde im Bereich des mittelalterlichen und neuzeitlichen Vorgängerbaus der spätneuzeitlichen katholischen Kuratiekirche Hl.-Kreuz-Auffindung von Buch. | D-6-6426-0100 |      |
| Buch (Standort) | Archäologische Befunde im Bereich der spätneuzeitlichen katholischen Kuratiekirche Hl.-Kreuz-Auffindung von Buch.                                                       | D-6-6426-0101 |      |

### Bodendenkmäler in der Gemarkung Klingen
| Lage               | Objekt                                                                                                   | Akten-Nr.     | Bild |
| ------------------ | --- | ------------- | ---- |
| Klingen (Standort) | Spätmittelalterlicher Burgstall Klingenstein.                                                            | D-6-6526-0001 |      |
| Klingen (Standort) | Archäologische Befunde im Bereich der spätneuzeitlichen katholischen Filialkirche St. Georg von Klingen. | D-6-6526-0003 |      |
| Klingen (Standort) | Bestattungsplatz mit Grabhügeln vorgeschichtlicher Zeitstellung.                                         | D-6-6526-0004 |      |